# 法國外籍兵團第3外籍步兵團
法國外籍兵團第三外籍步兵團為法國外籍兵團的一員，駐紮於法屬圭亞那庫魯的圭亞那太空中心。本團的任務為確保法國海外省的主權、擔任圭亞那太空中心的警衛、保護法國的權益與實施環境適應訓練，另外還負責小規模部隊的維和行動。

## 沿革
- 1915年：於阿爾及利亞以外籍行進團之名設立。
- 1921年：前往摩洛哥。
- 1944年：參加阿爾薩斯地區的戰鬥。
- 1945年：改編為第3外籍步兵團。
- 1946年：參加法越戰爭。
- 1954年：參加阿爾及利亞戰爭。
- 1956年：派遣一個營至馬達加斯加。
- 1962年：移防至馬達加斯加安齊拉納納省的首府安琪拉納納。
- 1973年：移防至法屬圭亞那庫魯。
- 1986年：廢除管理支援連，偵察支援連也在之後廢除。

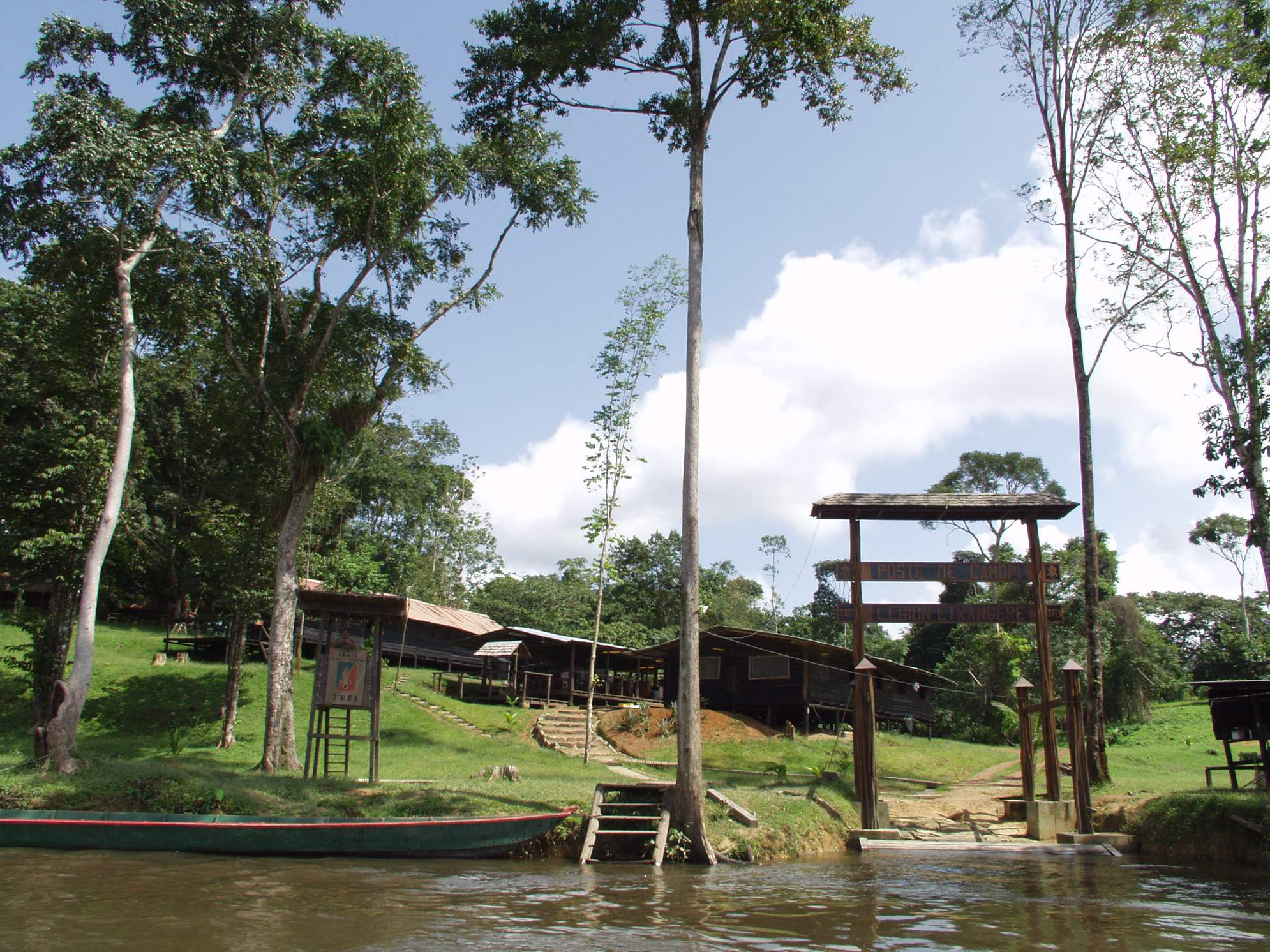
兵舍外觀

- 2003年：廢除第3連。
- 2004年：派遣第2連至海地。

## 編制
- 團本部
- 本部連
- 第1連
- 第2連（由其他部隊混合編成，每4個月輪調）
- 雨林訓練隊（兩個排）

- 本團約有640名成員。

## 裝備

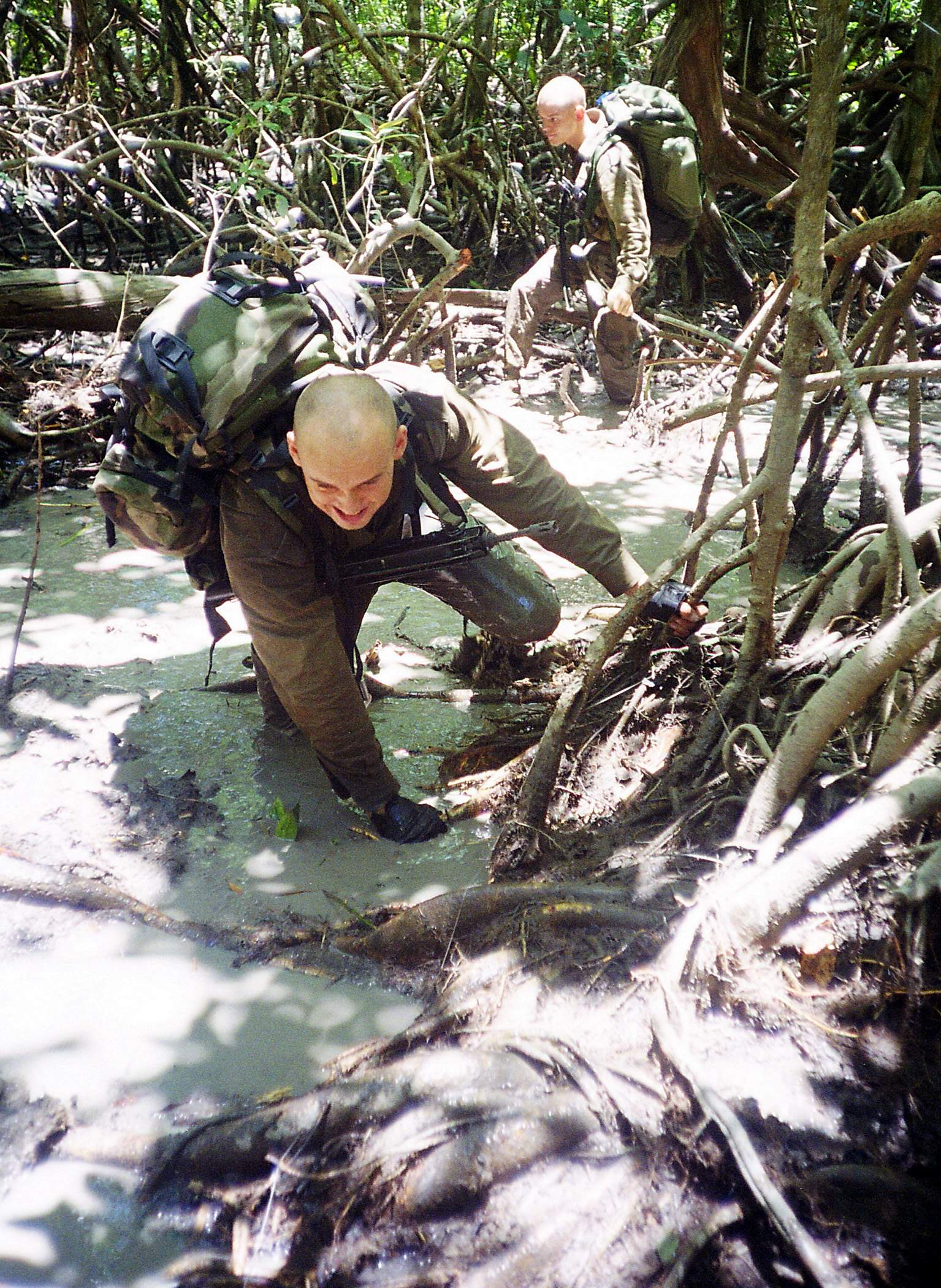
在雨林中的訓練

- 貝瑞塔92
- FAMAS
- FR-F2
- FN Minimi
- AAT-F1
- AA-52
- 白朗寧M2
- RTF1 120mm迫擊砲
- LLR 81mm迫擊砲
- ERYX反坦克導彈
- 米蘭反坦克飛彈
- HOT式反坦克飛彈
- AMX-10RC裝甲車
- VAB裝甲車
- VBL裝甲車
- 標緻P4
- TRM 2000卡車

## 外部連結
- Le portail de la Légion étrangère 法國外籍兵團 （页面存档备份，存于） （法文）（英文）
- 法國外籍兵團第3外籍步兵團官方網站 （法文）